# 將軍令 (中國弦樂古曲)
《將軍令》是一首中國弦樂古曲。傳統曲體有「慢、近、引、令」四種，「令」是「練指法的小曲」。

## 沿革
有論者推斷此曲並非現今坊間所稱的廣東音樂。它最早見於清代榮齋所收集的弦樂器合奏曲譜集《弦索備考》（1814年），為古箏譜。1818年再收錄於江浙琵琶家華秋蘋所整理的《琵琶譜》。至晚清琵琶家李芳園編訂《南北派十三大套琵琶新譜》時，以《將軍令》的旋律為基礎創作出《漢將軍令》，並把原曲更名為《滿將軍令》以示區別。1920年代，上海大同樂會改編而為《國民大樂》的樂章，變成大型合奏曲，風行一時。1940起至70年代，長期被用作黃飛鴻系列粵語長片的主題曲，並改為粵樂奏法；後來再獲香港流行樂界填詞改編為麗的電視劇《少年黃飛鴻》的同名主題曲、電影《黃飛鴻》的主題曲《男兒當自強》和電視劇的主題曲《奸人堅》。

## 華秋蘋琵琶譜版歌曲結構
- 引子：駐馬廳
- 頭段： 一統太平
- 第二段：太極兩儀
- 第三段：三才至勝
- 第四段：四海清平
- 第五段：五行正氣
- 第六段：進步連環
- 第七段：梅花敵戰
- 第八段：青龍出水
- 第九段：得勝回營

## 外部鏈結
- 顧冠仁改編並由九歌民族管絃樂團演繹的版本 （页面存档备份，存于）